# Liste der Bischöfe von Lombez
Die folgenden Personen waren Bischöfe von Lombez (Frankreich):

## Äbte
- Aton um 1000
- Arnaud 1125
- Wilhelm 1150 und 1163
- Martin 1244 und 1249
- Bertrand de Miramont 1261–1262
- Hugo Mascaron 1264–1265
- Sicard des Barthes um 1280 bis 2. April 1287
- Poifort de Rabastens 1295 und 1310
- Arnaud-Roger de Comminges um 1312-1317

## Bischöfe
- Arnaud-Roger de Comminges 1317–1328 (Haus Comminges)
- Jacques Colonna 1328–1341
- Antoine 1341–1348
- Bertrand 1348–1351
- Roger 1353–1360
- Wilhelm I. 1360
- Johann 1363
- Wilhelm II. 1363–1375
- Arnaud 1379–1383
- Pierre de Paris 1386
- Jean 1389 bis ca. 1410
- Raymond de Bretennes 1416
- Arnaud de Mirepoix 1417
- Pierre de Foix 1425 bis ca. 1460 (Administrator, Kardinal)
- Gérard Garsias de Charne 1430–1450
- Gerard d’Aure ca. 1456–1460 (Haus Aure)
- Louis d’Amboise vor 1466
- Sanche Garcias d’Aure 1466–1472 (Haus Aure)
- Jean de Villiers de La Groslaye 1473–1499
- Denis de Villiers 1499–1510
- Savari d’Ornézan 1513–1528
- Bernard d’Ornézan 1528–1552
- Antoine Olivier 1556
- Pierre de Lancrau 1561–1598
- Jean Daffis 1598–1614
- Bernard Daffis 1614–1628
- Jean Daffis 1628–1655
- Nicolas Le Maistre 1661
- Jean-Jacques Séguier de La Verrière 1662–1671, dann Bischof von Nîmes
- Côme Roger 1671–1710
- Antoine Fagon 1711–1719 (auch Bischof von Vannes)
- Charles-Guillaume de Maupeou 1721–1732
- Jacques Richier de Cerizy 1751–1771
- François de Pons de Salignac de La Mothe-Fénelon 1771–1787
- Alexandre-Henri de Chauvigny de Blot 1787–1790